# Gökhan Inler
Gökhan Inler (Olten, 27 giugno 1984) è un dirigente sportivo ed ex calciatore svizzero con cittadinanza turca, di ruolo centrocampista, responsabile dell'area tecnica dell'Udinese.

## Caratteristiche tecniche
Era un centrocampista centrale ambidestro, in grado di disimpegnarsi sia nella fase difensiva che in quella offensiva. Prediligeva giocare davanti alla difesa con compiti di impostazione, tagliando il campo con frequenti cambi di gioco e lanciando in profondità gli attaccanti. Era un abile colpitore di testa e possedeva un tiro forte e preciso da fuori area.

## Carriera

### Club

#### Gli esordi in Svizzera
Nato e cresciuto ad Olten, nel Canton Soletta, da genitori turchi (il padre, deceduto in un incidente stradale, era originario di Tekirdağ, nella regione di Marmara, mentre la madre è originaria di Samsun, nella regione del Mar Nero), possiede sia la cittadinanza svizzera sia quella turca.
A 5 anni entra a far parte della squadra locale, il Wangen bei Olten, passando quindi nel 1998 al Football Club Soletta. Nel 2002 viene acquistato dal Basilea, che lo aggrega alla propria squadra giovanile. L'allenatore del club, Christian Gross, non lo prende in considerazione per la prima squadra.
Nell'estate del 2004 si presenta quindi al club turco del Fenerbahçe, allora in ritiro nella vicina Germania, ma per volontà dell'allenatore dei gialloneri Christoph Daum il contatto si risolve con un nulla di fatto.
Ritorna così in Svizzera, dove viene aggregato alla seconda squadra del Basilea in Prima Lega (la terza divisione elvetica), quindi nel gennaio del 2005 viene acquistato dall'Aarau, con la cui maglia il 20 marzo 2005 debutta nella massima serie svizzera e trova spazio con continuità.
All'inizio del 2006 passa allo Zurigo con cui vince due titoli nazionali, precedendo in classifica in entrambi casi proprio il Basilea, ed entra nel giro della nazionale maggiore elvetica.

#### L'approdo in Italia: Udinese
Vicinissimo al Palermo e cercato anche da squadre tedesche, nell'estate 2007 viene acquistato dall'Udinese per 2 milioni di euro, firmando un contratto fino al 2012. Schierato in posizione centrale di centrocampo davanti alla linea difensiva dall'allenatore Pasquale Marino, debutta in Serie A il 27 agosto 2007 allo Stadio Giuseppe Meazza in Inter-Udinese terminata 1-1. Realizza la prima rete in massima serie il 31 ottobre dello stesso anno in Udinese-Torino 2-1, mentre la seconda arriva il 30 marzo 2008 contro la Fiorentina. Chiude il primo campionato in Friuli con 37 presenze e 2 reti, esprimendosi con continuità ad ottimi livelli.
Nella stagione 2008-2009 realizza un solo gol, quello del definitivo 3-1 ai danni del Palermo, alla prima giornata di campionato. Trova inoltre i suoi primi gol nelle coppe europee firmando due reti in Coppa UEFA, la prima ai danni del Borussia Dortmund e l'altra nei quarti di finale contro il Werder Brema.
La stagione seguente, nella quale i friulani si ritrovano inaspettatamente a lottare per non retrocedere, vede il calciatore elvetico giocare quasi tutte le partite senza però andare a segno. Realizza un importante gol in Coppa Italia ai danni del Milan, marcatura che sancisce l'eliminazione dei rossoneri dal torneo e garantisce ai bianconeri l'accesso in semifinale.
Nel campionato 2010-2011, schierato come centrale nella mediana a 3 di Francesco Guidolin, realizza la prima rete alla 25ª giornata ai danni del Cesena, siglando di sinistro il momentaneo 2-0 per l'Udinese allo Stadio Dino Manuzzi, in una partita conclusasi con la vittoria friulana per 3-0. La seconda rete la segna in casa contro il Catania con un tiro al volo da fuori area, sbloccando una partita che si conclude poi 2-0 e che porta l'Udinese al terzo posto momentaneo in classifica. La terza marcatura stagionale la realizza al San Paolo contro il Napoli (2-1 il risultato finale per i bianconeri), sbloccando anche in questo caso il risultato con un destro da fuori area.
Al termine della stagione, chiusa dai friulani al quarto posto con conseguente qualificazione ai preliminari di Champions League, viene inserito nel Miglior Undici del campionato, stilato sulla base della media dei voti attribuiti dai quotidiani nazionali. Nei quattro anni trascorsi in maglia bianconera colleziona complessivamente 162 presenze e 9 reti tra campionato e coppe.

#### Il trasferimento al Napoli

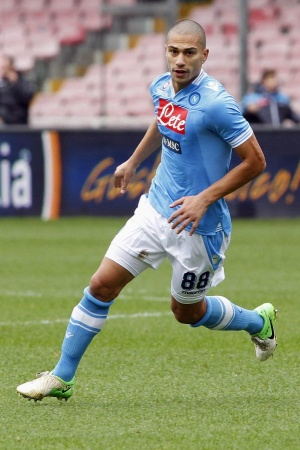
Gökhan Inler in azione, con la maglia del nel 2013.

L'11 luglio 2011 viene acquistato dal Napoli per 8,8 milioni di euro. Il trasferimento del calciatore, che firma un contratto quinquennale fino al 30 giugno 2016, viene annunciato contestualmente alla presentazione delle divise partenopee per la stagione 2011-2012. In maglia azzurra ritrova il suo compagno di reparto in nazionale e ai tempi dello Zurigo, Blerim Džemaili, arrivato nella medesima sessione di mercato.
Esordisce in maglia azzurra il 10 settembre 2011 nella trasferta di campionato contro il Cesena, prima partita della stagione, terminata 3-1 per i partenopei. Quattro giorni dopo esordisce anche nella massima competizione europea, la UEFA Champions League (di cui aveva giocato solo un turno preliminare ai tempi dello Zurigo), nella partita in trasferta contro il Manchester City, terminata 1-1, venendo inoltre inserito dall'UEFA nel miglior undici della prima giornata del torneo, unico giocatore di una squadra italiana.
Segna il primo gol in maglia azzurra il 7 dicembre 2011 proprio nella trasferta di Champions League contro il Villarreal, segnando il primo dei due gol con cui i partenopei vincono la gara e accedono in tal modo agli ottavi di finale. Va a segno anche nel ritorno degli ottavi di finale a Stamford Bridge contro i futuri campioni del Chelsea, rete che però non serve ad evitare l'eliminazione dei partenopei.
Il 20 maggio 2012 vince il suo primo trofeo italiano, la Coppa Italia, disputando da titolare la vittoriosa finale di Roma contro la Juventus. Colleziona complessivamente 49 presenze stagionali, di cui 41 da titolare.
Il 17 novembre 2012 realizza la prima rete in campionato con la maglia partenopea, segnando il gol del momentaneo 1-0 in casa contro il Milan (partita terminata poi 2-2). Due settimane dopo, il 2 dicembre, mette a segno la sua prima doppietta in carriera nella vittoria al San Paolo per 5-1 dei partenopei contro il Pescara, grazie a due conclusioni da fuori area. Il 13 gennaio 2013 sigla contro il Palermo la quarta rete in campionato (ancora da fuori area) stabilendo in tal modo il nuovo record personale di gol in una singola stagione. In seguito ritocca ulteriormente il record, realizzando complessivamente 6 reti in 31 presenze, ma spesso, nella parte finale del torneo, gli viene preferito il connazionale Blerim Džemaili.
Nella stagione successiva, sotto la guida del nuovo tecnico azzurro Rafael Benítez, rientra stabilmente nell'11 titolare della squadra partenopea. Il 3 maggio vince la Coppa Italia contro la Fiorentina (3-1). Il 22 dicembre sostituisce David López nel corso della Supercoppa Italiana contro la Juventus e, ai tiri di rigore finali, mette a segno il quarto che assegna al Napoli il trofeo.
Per il suo attaccamento alla città di Napoli e alla squadra cittadina diventa cittadino onorario di Napoli.

#### In Inghilterra al Leicester City: il trionfo in Premier League
Il 19 agosto 2015 si trasferisce in Premier League, firmando un contratto triennale con il Leicester City. Nella stessa stagione vince la Premier League con il Leicester City, pur senza scendere quasi mai in campo (a fine stagione saranno solamente 5 le presenze in Premier League).

#### Gli ultimi anni in Turchia
Il 31 agosto 2016, dopo una stagione da riserva in Inghilterra, si trasferisce in Turchia firmando un triennale con il Beşiktaş. Il 9 luglio 2017 rescinde il contratto che lo legava alla squadra turca, per poi firmare un triennale con l'İstanbul Başakşehir, sempre in Turchia. Scaduto il contratto che lo legava alla squadra della capitale, decide di firmare un contratto per un anno con opzione per il secondo con l'Adana Demirspor, squadra militante nella TFF 1. Lig (serie B turca), con cui conquista immediatamente la promozione in Süper Lig. Nel 2023 torna al Besiktas senza però scendere in campo nella sua ultima stagione da calciatore.
Ritiro
Il 1º luglio 2024 annuncia il suo ritiro dal calcio giocato all'età di 40 anni.

### Nazionale
In possesso della doppia cittadinanza turco-elvetica, ha militato nella selezione Under-21 sia della Svizzera (3 presenze) sia della Turchia (2 presenze).
A livello di nazionale maggiore, tuttavia, opta per la selezione svizzera, con cui esordisce il 2 settembre 2006 nell'amichevole contro il Venezuela (1-0) disputata a Basilea. Realizza la prima rete il 22 marzo 2007 nell'amichevole di Fort Lauderdale contro la Giamaica, siglando uno dei due gol che regalano la vittoria agli elvetici. Entrato stabilmente nel giro della nazionale, partecipa all'Europeo 2008, ospitato dalla sua nazione congiuntamente all'Austria e nel quale colleziona tre presenze.
Convocato per il Mondiale 2010 in Sudafrica, gioca tutte e tre le partite disputate dalla Svizzera, eliminata al primo turno, e indossa per la prima volta la fascia di capitano nel vittorioso match inaugurale contro i futuri campioni della Spagna. Viene designato ufficialmente capitano dopo il ritiro di Alexander Frei dalla nazionale, nel 2011, a partire dalla sfida di Londra contro l'Inghilterra (2-2) valida per le qualificazioni all'Europeo 2012. Convocato per il Mondiale 2014, Inler gioca da titolare e da capitano le quattro partite della nazionale elvetica, eliminata agli ottavi di finale dall'Argentina, vittoriosa 1-0 dopo i tempi supplementari.
Continua a essere chiamato in maglia rossocrociata fino al 2015, totalizzando 89 presenze e 7 reti, prima di lasciare i gradi di capitano a Stephan Lichtsteiner.

### Dirigente
Il 18 giugno 2024, dopo il ritiro, torna all'Udinese dopo tredici anni come responsabile dell'area tecnica.
Nel febbraio del 2025 consegue la qualifica da direttore sportivo.

## Statistiche

### Presenze e reti nei club
| Stagione                   | Squadra                    | Campionato                 | Campionato | Campionato | Coppe nazionali | Coppe nazionali | Coppe nazionali | Coppe continentali | Coppe continentali | Coppe continentali | Altre coppe | Altre coppe | Altre coppe | Totale | Totale |
| Stagione                   | Squadra                    | Comp                       | Pres       | Reti       | Comp            | Pres            | Reti            | Comp               | Pres               | Reti               | Comp        | Pres        | Reti        | Pres   | Reti   |
| -------------------------- | -------------------------- | -------------------------- | ---------- | ---------- | --------------- | --------------- | --------------- | ------------------ | ------------------ | ------------------ | ----------- | ----------- | ----------- | ------ | ------ |
| 2004-gen. 2005             | Basilea II                 | 1L                         | 3          | 0          | CS              | 0               | 0               | -                  | -                  | -                  | -           | -           | -           | 3      | 0      |
| gen.-giu. 2005             | Aarau                      | SL                         | 14         | 3          | CS              | 1               | 0               | -                  | -                  | -                  | -           | -           | -           | 15     | 3      |
| 2005-gen. 2006             | Aarau                      | SL                         | 11         | 0          | CS              | 1               | 0               | -                  | -                  | -                  | -           | -           | -           | 12     | 0      |
| Totale Aarau               | Totale Aarau               | Totale Aarau               | 25         | 3          |                 | 2               | 0               |                    |                    |                    |             |             |             | 27     | 3      |
| gen.-giu. 2006             | Zurigo                     | SL                         | 17         | 2          | CS              | 1               | 0               | -                  | -                  | -                  | -           | -           | -           | 18     | 2      |
| 2006-2007                  | Zurigo                     | SL                         | 36         | 1          | CS              | 5               | 1               | UCL                | 2                  | 0                  | -           | -           | -           | 43     | 2      |
| Totale Zurigo              | Totale Zurigo              | Totale Zurigo              | 53         | 3          |                 | 6               | 1               |                    | 2                  | 0                  |             |             |             | 61     | 4      |
| 2007-2008                  | Udinese                    | A                          | 37         | 2          | CI              | 3               | 0               | -                  | -                  | -                  | -           | -           | -           | 40     | 2      |
| 2008-2009                  | Udinese                    | A                          | 36         | 1          | CI              | 1               | 0               | CU                 | 12                 | 2                  | -           | -           | -           | 49     | 3      |
| 2009-2010                  | Udinese                    | A                          | 33         | 0          | CI              | 4               | 1               |                    | -                  | -                  | -           | -           | -           | 37     | 1      |
| 2010-2011                  | Udinese                    | A                          | 35         | 3          | CI              | 1               | 0               |                    | -                  | -                  | -           | -           | -           | 36     | 3      |
| Totale Udinese             | Totale Udinese             | Totale Udinese             | 141        | 6          |                 | 9               | 1               |                    | 12                 | 2                  |             | -           | -           | 162    | 9      |
| 2011-2012                  | Napoli                     | A                          | 36         | 0          | CI              | 5               | 0               | UCL                | 8                  | 2                  | -           | -           | -           | 49     | 2      |
| 2012-2013                  | Napoli                     | A                          | 31         | 6          | CI              | 1               | 0               | UEL                | 6                  | 0                  | SI          | 1           | 0           | 39     | 6      |
| 2013-2014                  | Napoli                     | A                          | 32         | 2          | CI              | 5               | 0               | UCL+UEL            | 5+3                | 1+1                | -           | -           | -           | 45     | 4      |
| 2014-2015                  | Napoli                     | A                          | 19         | 1          | CI              | 2               | 0               | UCL+UEL            | 0+11               | 0                  | SI          | 1           | 0           | 33     | 1      |
| Totale Napoli              | Totale Napoli              | Totale Napoli              | 118        | 9          |                 | 13              | 0               |                    | 33                 | 4                  |             | 2           | 0           | 166    | 13     |
| 2015-2016                  | Leicester City             | PL                         | 5          | 0          | FACup+CdL       | 2+3             | 0               | -                  | -                  | -                  | -           | -           | -           | 10     | 0      |
| 2016-2017                  | Beşiktaş                   | SL                         | 14         | 0          | TK              | 6               | 0               | UCL+UCL            | 5+5                | 0                  | -           | -           | -           | 30     | 0      |
| 2017-2018                  | İstanbul Başakşehir        | SL                         | 22         | 1          | TK              | 3               | 0               | UCL+UEL            | 4+6                | 0                  | -           | -           | -           | 35     | 1      |
| 2018-2019                  | İstanbul Başakşehir        | SL                         | 12         | 0          | TK              | 4               | 0               | UEL                | 1                  | 0                  | -           | -           | -           | 17     | 0      |
| 2019-2020                  | İstanbul Başakşehir        | SL                         | 10         | 0          | TK              | 2               | 0               | UEL                | 0                  | 0                  | -           | -           | -           | 12     | 0      |
| Totale Istanbul Basaksehir | Totale Istanbul Basaksehir | Totale Istanbul Basaksehir | 44         | 1          |                 | 9               | 0               |                    | 11                 | 0                  |             | -           | -           | 64     | 1      |
| 2020-2021                  | Adana Demirspor            | TFF                        | 27         | 1          | TK              | 3               | 0               | -                  | -                  | -                  | -           | -           | -           | 30     | 1      |
| 2021-2022                  | Adana Demirspor            | SL                         | 30         | 1          | TK              | 3               | 0               | -                  | -                  | -                  | -           | -           | -           | 33     | 1      |
| 2022-2023                  | Adana Demirspor            | SL                         | 28         | 2          | TK              | 3               | 0               | -                  | -                  | -                  | -           | -           | -           | 31     | 2      |
| Totale Adana Demirspor     | Totale Adana Demirspor     | Totale Adana Demirspor     | 85         | 4          |                 | 9               | 0               |                    | -                  | -                  |             | -           | -           | 94     | 4      |
| 2023-2024                  | Beşiktaş                   | SL                         | 0          | 0          | TK              | 0               | 0               | UECL               | 0                  | 0                  | -           | -           | -           | 0      | 0      |
| Totale Beşiktaş            | Totale Beşiktaş            | Totale Beşiktaş            | 14         | 0          |                 | 6               | 0               |                    | 10                 | 0                  |             | -           | -           | 30     | 0      |
| Totale carriera            | Totale carriera            | Totale carriera            | 488        | 26         |                 | 59              | 2               |                    | 68                 | 6                  |             | 2           | 0           | 617    | 34     |

### Cronologia presenze e reti in nazionale
| Cronologia completa delle presenze e delle reti in nazionale ― Svizzera | Cronologia completa delle presenze e delle reti in nazionale ― Svizzera | Cronologia completa delle presenze e delle reti in nazionale ― Svizzera | Cronologia completa delle presenze e delle reti in nazionale ― Svizzera | Cronologia completa delle presenze e delle reti in nazionale ― Svizzera | Cronologia completa delle presenze e delle reti in nazionale ― Svizzera | Cronologia completa delle presenze e delle reti in nazionale ― Svizzera | Cronologia completa delle presenze e delle reti in nazionale ― Svizzera |
| Data                                                                    | Città                                                                   | In casa                                                                 | Risultato                                                               | Ospiti                                                                  | Competizione                                                            | Reti                                                                    | Note                                                                    |
| ----------------------------------------------------------------------- | ----------------------------------------------------------------------- | ----------------------------------------------------------------------- | ----------------------------------------------------------------------- | ----------------------------------------------------------------------- | ----------------------------------------------------------------------- | ----------------------------------------------------------------------- | ----------------------------------------------------------------------- |
| 2-9-2006                                                                | Basilea                                                                 | Svizzera                                                                | 1 – 0                                                                   | Venezuela                                                               | Amichevole                                                              | -                                                                       | 81’                                                                     |
| 6-9-2006                                                                | Ginevra                                                                 | Svizzera                                                                | 2 – 0                                                                   | Costa Rica                                                              | Amichevole                                                              | -                                                                       | 46’                                                                     |
| 15-11-2006                                                              | Basilea                                                                 | Svizzera                                                                | 1 – 2                                                                   | Brasile                                                                 | Amichevole                                                              | -                                                                       | 85’                                                                     |
| 7-2-2007                                                                | Düsseldorf                                                              | Germania                                                                | 3 – 1                                                                   | Svizzera                                                                | Amichevole                                                              | -                                                                       | 78’                                                                     |
| 22-3-2007                                                               | Fort Lauderdale                                                         | Giamaica                                                                | 0 – 2                                                                   | Svizzera                                                                | Amichevole                                                              | 1                                                                       |                                                                         |
| 25-3-2007                                                               | Miami                                                                   | Colombia                                                                | 3 – 1                                                                   | Svizzera                                                                | Amichevole                                                              | -                                                                       | 46’                                                                     |
| 2-6-2007                                                                | Basilea                                                                 | Svizzera                                                                | 1 – 1                                                                   | Argentina                                                               | Amichevole                                                              | -                                                                       | 83’                                                                     |
| 22-8-2007                                                               | Ginevra                                                                 | Svizzera                                                                | 2 – 1                                                                   | Paesi Bassi                                                             | Amichevole                                                              | -                                                                       |                                                                         |
| 7-9-2007                                                                | Vienna                                                                  | Svizzera                                                                | 2 – 1                                                                   | Cile                                                                    | Amichevole                                                              | -                                                                       | 87’                                                                     |
| 11-9-2007                                                               | Klagenfurt am Wörthersee                                                | Svizzera                                                                | 3 – 4                                                                   | Giappone                                                                | Amichevole                                                              | -                                                                       | 78’                                                                     |
| 13-10-2007                                                              | Zurigo                                                                  | Svizzera                                                                | 3 – 1                                                                   | Austria                                                                 | Amichevole                                                              | -                                                                       |                                                                         |
| 17-10-2007                                                              | Basilea                                                                 | Svizzera                                                                | 0 – 1                                                                   | Stati Uniti                                                             | Amichevole                                                              | -                                                                       |                                                                         |
| 20-11-2007                                                              | Zurigo                                                                  | Svizzera                                                                | 0 – 1                                                                   | Nigeria                                                                 | Amichevole                                                              | -                                                                       |                                                                         |
| 6-2-2008                                                                | Londra                                                                  | Inghilterra                                                             | 2 – 1                                                                   | Svizzera                                                                | Amichevole                                                              | -                                                                       |                                                                         |
| 26-3-2008                                                               | Basilea                                                                 | Svizzera                                                                | 0 – 4                                                                   | Germania                                                                | Amichevole                                                              | -                                                                       | 65’                                                                     |
| 24-5-2008                                                               | Lugano                                                                  | Svizzera                                                                | 2 – 0                                                                   | Slovacchia                                                              | Amichevole                                                              | -                                                                       |                                                                         |
| 30-5-2008                                                               | San Gallo                                                               | Svizzera                                                                | 3 – 0                                                                   | Liechtenstein                                                           | Amichevole                                                              | -                                                                       |                                                                         |
| 7-6-2008                                                                | Basilea                                                                 | Svizzera                                                                | 0 – 1                                                                   | Rep. Ceca                                                               | Euro 2008 - 1º turno                                                    | -                                                                       |                                                                         |
| 11-6-2008                                                               | Basilea                                                                 | Svizzera                                                                | 1 – 2                                                                   | Turchia                                                                 | Euro 2008 - 1º turno                                                    | -                                                                       |                                                                         |
| 15-6-2008                                                               | Basilea                                                                 | Svizzera                                                                | 2 – 0                                                                   | Portogallo                                                              | Euro 2008 - 1º turno                                                    | -                                                                       |                                                                         |
| 20-8-2008                                                               | Basilea                                                                 | Svizzera                                                                | 4 – 1                                                                   | Cipro                                                                   | Amichevole                                                              | -                                                                       | 62’                                                                     |
| 6-9-2008                                                                | Tel Aviv                                                                | Israele                                                                 | 2 – 2                                                                   | Svizzera                                                                | Qual. Mondiali 2010                                                     | -                                                                       |                                                                         |
| 10-9-2008                                                               | Zurigo                                                                  | Svizzera                                                                | 1 – 2                                                                   | Lussemburgo                                                             | Qual. Mondiali 2010                                                     | -                                                                       |                                                                         |
| 11-10-2008                                                              | San Gallo                                                               | Svizzera                                                                | 2 – 1                                                                   | Lettonia                                                                | Qual. Mondiali 2010                                                     | -                                                                       |                                                                         |
| 15-10-2008                                                              | Atene                                                                   | Grecia                                                                  | 1 – 2                                                                   | Svizzera                                                                | Qual. Mondiali 2010                                                     | -                                                                       |                                                                         |
| 19-11-2008                                                              | San Gallo                                                               | Svizzera                                                                | 1 – 0                                                                   | Finlandia                                                               | Amichevole                                                              | -                                                                       |                                                                         |
| 11-2-2009                                                               | Ginevra                                                                 | Svizzera                                                                | 1 – 1                                                                   | Bulgaria                                                                | Amichevole                                                              | -                                                                       |                                                                         |
| 28-3-2009                                                               | Chișinău                                                                | Moldavia                                                                | 0 – 2                                                                   | Svizzera                                                                | Qual. Mondiali 2010                                                     | -                                                                       |                                                                         |
| 1-4-2009                                                                | Ginevra                                                                 | Svizzera                                                                | 2 – 0                                                                   | Moldavia                                                                | Qual. Mondiali 2010                                                     | -                                                                       |                                                                         |
| 12-8-2009                                                               | Basilea                                                                 | Svizzera                                                                | 0 – 0                                                                   | Italia                                                                  | Amichevole                                                              | -                                                                       |                                                                         |
| 10-10-2009                                                              | Lussemburgo                                                             | Lussemburgo                                                             | 0 – 3                                                                   | Svizzera                                                                | Qual. Mondiali 2010                                                     | -                                                                       |                                                                         |
| 14-10-2009                                                              | Basilea                                                                 | Svizzera                                                                | 0 – 0                                                                   | Israele                                                                 | Qual. Mondiali 2010                                                     | -                                                                       | 45’                                                                     |
| 14-11-2009                                                              | Ginevra                                                                 | Svizzera                                                                | 0 – 1                                                                   | Norvegia                                                                | Amichevole                                                              | -                                                                       |                                                                         |
| 3-3-2010                                                                | San Gallo                                                               | Svizzera                                                                | 1 – 3                                                                   | Uruguay                                                                 | Amichevole                                                              | 1                                                                       | cap.                                                                    |
| 1-6-2010                                                                | Sion                                                                    | Svizzera                                                                | 0 – 1                                                                   | Costa Rica                                                              | Amichevole                                                              | -                                                                       | 61’                                                                     |
| 5-6-2010                                                                | Ginevra                                                                 | Svizzera                                                                | 1 – 1                                                                   | Italia                                                                  | Amichevole                                                              | 1                                                                       |                                                                         |
| 16-6-2010                                                               | Durban                                                                  | Spagna                                                                  | 0 – 1                                                                   | Svizzera                                                                | Mondiali 2010 - 1º turno                                                | -                                                                       | cap.                                                                    |
| 21-6-2010                                                               | Port Elizabeth                                                          | Cile                                                                    | 1 – 0                                                                   | Svizzera                                                                | Mondiali 2010 - 1º turno                                                | -                                                                       | 60’                                                                     |
| 25-6-2010                                                               | Bloemfontein                                                            | Svizzera                                                                | 0 – 0                                                                   | Honduras                                                                | Mondiali 2010 - 1º turno                                                | -                                                                       | cap.                                                                    |
| 11-8-2010                                                               | Klagenfurt                                                              | Austria                                                                 | 0 – 1                                                                   | Svizzera                                                                | Amichevole                                                              | -                                                                       | cap.                                                                    |
| 3-9-2010                                                                | San Gallo                                                               | Svizzera                                                                | 0 – 0                                                                   | Australia                                                               | Amichevole                                                              | -                                                                       |                                                                         |
| 7-9-2010                                                                | Basilea                                                                 | Svizzera                                                                | 1 – 3                                                                   | Inghilterra                                                             | Qual. Euro 2012                                                         | -                                                                       |                                                                         |
| 8-10-2010                                                               | Podgorica                                                               | Montenegro                                                              | 1 – 0                                                                   | Svizzera                                                                | Qual. Euro 2012                                                         | -                                                                       |                                                                         |
| 12-10-2010                                                              | Basilea                                                                 | Svizzera                                                                | 4 – 1                                                                   | Galles                                                                  | Qual. Euro 2012                                                         | 1                                                                       |                                                                         |
| 17-11-2010                                                              | Ginevra                                                                 | Svizzera                                                                | 2 – 2                                                                   | Ucraina                                                                 | Amichevole                                                              | -                                                                       | 46’                                                                     |
| 9-2-2011                                                                | Ta' Qali                                                                | Malta                                                                   | 0 – 0                                                                   | Svizzera                                                                | Amichevole                                                              | -                                                                       | 73’                                                                     |
| 26-3-2011                                                               | Sofia                                                                   | Bulgaria                                                                | 0 – 0                                                                   | Svizzera                                                                | Qual. Euro 2012                                                         | -                                                                       |                                                                         |
| 4-6-2011                                                                | Londra                                                                  | Inghilterra                                                             | 2 – 2                                                                   | Svizzera                                                                | Qual. Euro 2012                                                         | -                                                                       | cap.                                                                    |
| 10-8-2011                                                               | Vaduz                                                                   | Liechtenstein                                                           | 1 – 2                                                                   | Svizzera                                                                | Amichevole                                                              | -                                                                       | cap.                                                                    |
| 6-9-2011                                                                | Basilea                                                                 | Svizzera                                                                | 3 – 1                                                                   | Bulgaria                                                                | Qual. Euro 2012                                                         | -                                                                       | cap.                                                                    |
| 7-10-2011                                                               | Swansea                                                                 | Galles                                                                  | 2 – 0                                                                   | Svizzera                                                                | Qual. Euro 2012                                                         | -                                                                       | cap.                                                                    |
| 11-10-2011                                                              | Basilea                                                                 | Svizzera                                                                | 2 – 0                                                                   | Montenegro                                                              | Qual. Euro 2012                                                         | -                                                                       | cap.                                                                    |
| 11-11-2011                                                              | Amsterdam                                                               | Paesi Bassi                                                             | 0 – 0                                                                   | Svizzera                                                                | Amichevole                                                              | -                                                                       | cap.                                                                    |
| 15-11-2011                                                              | Città di Lussemburgo                                                    | Lussemburgo                                                             | 0 – 1                                                                   | Svizzera                                                                | Amichevole                                                              | -                                                                       | cap. 46’                                                                |
| 29-2-2012                                                               | Berna                                                                   | Svizzera                                                                | 1 – 3                                                                   | Argentina                                                               | Amichevole                                                              | -                                                                       | cap. 73’                                                                |
| 26-5-2012                                                               | Basilea                                                                 | Svizzera                                                                | 5 – 3                                                                   | Germania                                                                | Amichevole                                                              | -                                                                       | cap. 66’                                                                |
| 30-5-2012                                                               | Lucerna                                                                 | Svizzera                                                                | 0 – 1                                                                   | Romania                                                                 | Amichevole                                                              | -                                                                       | cap.                                                                    |
| 15-8-2012                                                               | Spalato                                                                 | Croazia                                                                 | 2 – 4                                                                   | Svizzera                                                                | Amichevole                                                              | -                                                                       | cap. 46’                                                                |
| 7-9-2012                                                                | Lubiana                                                                 | Slovenia                                                                | 0 – 2                                                                   | Svizzera                                                                | Qual. Mondiali 2014                                                     | 1                                                                       | cap.                                                                    |
| 11-9-2012                                                               | Lucerna                                                                 | Svizzera                                                                | 2 – 0                                                                   | Albania                                                                 | Qual. Mondiali 2014                                                     | 1                                                                       | cap. 88’                                                                |
| 12-10-2012                                                              | Berna                                                                   | Svizzera                                                                | 1 – 1                                                                   | Norvegia                                                                | Qual. Mondiali 2014                                                     | -                                                                       | cap.                                                                    |
| 16-10-2012                                                              | Reykjavík                                                               | Islanda                                                                 | 0 – 2                                                                   | Svizzera                                                                | Qual. Mondiali 2014                                                     | -                                                                       | cap.                                                                    |
| 14-11-2012                                                              | Susa                                                                    | Tunisia                                                                 | 1 – 2                                                                   | Svizzera                                                                | Amichevole                                                              | -                                                                       | cap.                                                                    |
| 6-2-2013                                                                | Atene                                                                   | Grecia                                                                  | 0 – 0                                                                   | Svizzera                                                                | Amichevole                                                              | -                                                                       |                                                                         |
| 23-3-2013                                                               | Nicosia                                                                 | Cipro                                                                   | 0 – 0                                                                   | Svizzera                                                                | Qual. Mondiali 2014                                                     | -                                                                       | cap.                                                                    |
| 8-6-2013                                                                | Ginevra                                                                 | Svizzera                                                                | 1 – 0                                                                   | Cipro                                                                   | Qual. Mondiali 2014                                                     | -                                                                       | cap. 45’                                                                |
| 10-9-2013                                                               | Oslo                                                                    | Norvegia                                                                | 0 – 2                                                                   | Svizzera                                                                | Qual. Mondiali 2014                                                     | -                                                                       | cap.                                                                    |
| 11-10-2013                                                              | Tirana                                                                  | Albania                                                                 | 1 – 2                                                                   | Svizzera                                                                | Qual. Mondiali 2014                                                     | -                                                                       | cap.                                                                    |
| 15-10-2013                                                              | Berna                                                                   | Svizzera                                                                | 1 – 0                                                                   | Slovenia                                                                | Qual. Mondiali 2014                                                     | -                                                                       | cap.                                                                    |
| 15-11-2013                                                              | Seul                                                                    | Corea del Sud                                                           | 2 – 1                                                                   | Svizzera                                                                | Amichevole                                                              | -                                                                       | cap.                                                                    |
| 5-3-2014                                                                | San Gallo                                                               | Svizzera                                                                | 2 – 2                                                                   | Croazia                                                                 | Amichevole                                                              | -                                                                       | cap. 62’                                                                |
| 30-5-2014                                                               | Lucerna                                                                 | Svizzera                                                                | 1 – 0                                                                   | Giamaica                                                                | Amichevole                                                              | -                                                                       | 46’                                                                     |
| 3-6-2014                                                                | Lucerna                                                                 | Svizzera                                                                | 2 – 0                                                                   | Perù                                                                    | Amichevole                                                              | -                                                                       | cap.                                                                    |
| 15-6-2014                                                               | Brasilia                                                                | Svizzera                                                                | 2 – 1                                                                   | Ecuador                                                                 | Mondiali 2014 - tº turno                                                | -                                                                       | cap.                                                                    |
| 20-6-2014                                                               | Salvador                                                                | Svizzera                                                                | 2 – 5                                                                   | Francia                                                                 | Mondiali 2014 - tº turno                                                | -                                                                       | cap.                                                                    |
| 25-6-2014                                                               | Manaus                                                                  | Honduras                                                                | 0 – 3                                                                   | Svizzera                                                                | Mondiali 2014 - 1º turno                                                | -                                                                       | cap.                                                                    |
| 1-7-2014                                                                | San Paolo                                                               | Argentina                                                               | 1 – 0 dts                                                               | Svizzera                                                                | Mondiali 2014 - Ottavi di finale                                        | -                                                                       | cap.                                                                    |
| 8-9-2014                                                                | Basilea                                                                 | Svizzera                                                                | 0 – 2                                                                   | Inghilterra                                                             | Qual. Euro 2016                                                         | -                                                                       | cap.                                                                    |
| 9-10-2014                                                               | Maribor                                                                 | Slovenia                                                                | 1 – 0                                                                   | Svizzera                                                                | Qual. Euro 2016                                                         | -                                                                       | cap. 82’                                                                |
| 15-11-2014                                                              | San Gallo                                                               | Svizzera                                                                | 4 – 0                                                                   | Lituania                                                                | Qual. Euro 2016                                                         | -                                                                       | cap.                                                                    |
| 18-11-2014                                                              | Breslavia                                                               | Polonia                                                                 | 2 – 2                                                                   | Svizzera                                                                | Amichevole                                                              | -                                                                       | cap. 46’                                                                |
| 27-3-2015                                                               | Lucerna                                                                 | Svizzera                                                                | 3 – 0                                                                   | Estonia                                                                 | Qual. Euro 2016                                                         | -                                                                       | cap.                                                                    |
| 31-3-2015                                                               | Zurigo                                                                  | Svizzera                                                                | 1 – 1                                                                   | Stati Uniti                                                             | Amichevole                                                              | -                                                                       | cap. 46’                                                                |
| 14-6-2015                                                               | Vilnius                                                                 | Lituania                                                                | 1 – 2                                                                   | Svizzera                                                                | Qual. Euro 2016                                                         | -                                                                       | cap. 58’                                                                |
| 8-9-2015                                                                | Londra                                                                  | Inghilterra                                                             | 2 – 0                                                                   | Svizzera                                                                | Qual. Euro 2016                                                         | -                                                                       | cap.                                                                    |
| 9-10-2015                                                               | San Gallo                                                               | Svizzera                                                                | 7 – 0                                                                   | San Marino                                                              | Qual. Euro 2016                                                         | 1                                                                       | cap.                                                                    |
| 12-10-2015                                                              | Tallinn                                                                 | Estonia                                                                 | 0 – 1                                                                   | Svizzera                                                                | Qual. Euro 2016                                                         | -                                                                       | cap.                                                                    |
| 13-11-2015                                                              | Trnava                                                                  | Slovacchia                                                              | 3 – 2                                                                   | Svizzera                                                                | Amichevole                                                              | -                                                                       | cap. 74’                                                                |
| 17-11-2015                                                              | Vienna                                                                  | Austria                                                                 | 1 – 2                                                                   | Svizzera                                                                | Amichevole                                                              | -                                                                       | cap. 60’                                                                |
| Totale                                                                  |                                                                         | Presenze                                                                | 89                                                                      |                                                                         | Reti                                                                    | 7                                                                       |                                                                         |

## Palmarès

### Competizioni nazionali
- Campionato svizzero: 2

Zurigo: 2005-2006, 2006-2007
- Coppa Italia: 2

Napoli: 2011-2012, 2013-2014
- Supercoppa italiana: 1

Napoli: 2014
- Campionato inglese: 1

Leicester City: 2015-2016
- Campionato turco: 2

Besiktas: 2016-2017
Istanbul Basaksehir: 2019-2020
- Coppa di Turchia: 1

Beşiktaş: 2023-2024
- TFF 1. Lig: 1

Adana Demirspor: 2020-2021